# Edasso Rodrigue Bayala
Pour les articles homonymes, voir Bayala.
Edasso Rodrigue Bayala, né le 14 octobre 1981 à Réo, est un avocat et homme politique burkinabè. 
Il est depuis le 25 juin 2023, ministre de la Justice et des Droits Humains du gouvernement Kyélem de Tambèla puis du gouvernement Ouédraogo. Il a été député à l’Assemblée nationale de 2020 à 2022.

## Biographie

### Enfance et études
Rodrigue Bayala naît le 14 octobre 1981 à Réo. Il fait ses études primaires et secondaires dans la région du Sanguié où il obtient son baccalauréat série A4 en 2001. Il poursuit ses études supérieures à l’unité de formation et de recherche en sciences juridiques et politiques (UFR/SJP) de l’université de Ouagadougou sanctionné par une maitrise en droit obtenue en 2005. En 2010, il décroche un diplôme d’études supérieures spécialisées (DESS) en droit des affaires.

### Carrière professionnelle
Il réussit le certificat d’aptitude à l’exercice de la profession d’avocat (CAPA) la même année après l’obtention de sa maîtrise en droit. Après une formation de trois ans, il est inscrit au barreau du Burkina Faso comme avocat titulaire en 2008. Il a été secrétaire général de l’association ouest africaine des juristes de mines. Il est d’ailleurs l'un des conseillers de l’État burkinabè dans le procès de l’affaire dite « Charbon fin », dans laquelle sont poursuivis la société minière IAMGOLD Essakane, la société Bolloré et des agents de l’administration publique.

### Carrière politique
En juillet 2020, il démissionne du Syndicat des Avocats du Faso (SYNAF) dont il était le président pour s'engager activement en politique. Il se fait ensuite élire député à l'Assemblée nationale pour la province du Sanguié dans la région du Centre-Ouest sous la bannière de l’UNIR/PS (Union pour la Renaissance/Parti Sankariste). Il siègera à l’Assemblée Nationale jusqu’au 24 janvier 2022, date à laquelle le lieutenant-colonel  Paul-Henri Sandaogo Damiba met fin à la présidence de Roch Kaboré par un coup d’Etat.  En septembre 2022, il démissionne de l’UNIR/PS où il était secrétaire national chargé de la jeunesse du parti,. Le 25 juin 2023, à la suite d'un remaniement ministériel, il est nommé  ministre de la Justice et des Droits humains, chargé des Relations avec les institutions, Garde des sceaux,. Officiellement installé le 27 juin 2023, il remplace à ce poste Bibata Nébie Ouedraogo,. 

## Engagements

### Associatif
Son engagement associatif commence dès l'université, en tant qu’étudiant, il participe à la création de nombreuses associations parmi lesquelles l’Association des étudiants pour le développement économique du Sanguié où il évolue en tant que secrétaire général. Il occupe aussi la présidence de l’association des étudiants du Sanguié vivant en cité universitaire. Il s’implique en tant que président pour la bonne marche de l’Association sportive des amis du mont Sanguié. On le voit aussi très actif en tant que secrétaire exécutif de l’Initiative d’aide au développement local pour le développement de la province du Sanguié.

### Syndical
Très actif sur le plan syndical, Rodrigue Bayala a ainsi dirigé le Syndicat des avocats du Faso (SYNAF) qu’il a contribué à fonder. Il démissionne en juillet 2020 de son mandat syndical pour s'engager en politique.